# Bermuda (Band)
Bermuda ist eine Deathcore-Band aus Oxnard, Kalifornien, USA.

## Bandgeschichte
Bermuda wurde im Jahr 2009 in der kalifornischen Stadt Oxnard gegründet und besteht nach einigen Besetzungs-Wechseln aus den Musikern Corey Bennett (Gesang), Tyler Lozano (Gesang), Michael Fabiano (Gitarre), Todd Seaman (Bass) und Miguel Ochoa (Schlagzeug). Ehemalige Musiker der Gruppe sind Andy Bouweraerts (Bass), Biggs Solis (Schlagzeug) und David Valles (Gitarre).
Am 25. November 2010 wurde bekannt, dass das amerikanische Label Mediaskare Records Bermuda unter Vertrag genommen habe. Zu diesem Zeitpunkt bestand die Gruppe erst ein Jahr. Die Debüt-EP „Isolationist(s)“ erschien am 26. April 2011 über Mediaskare. Zu Beginn des Jahres 2012 tourte die Gruppe mit den Bands As Blood Runs Black, sowie Thy Art Is Murder und War from a Harlots Mouth durch Deutschland. In Köln, Hamburg, Berlin, Leipzig, München und Münster traten auch I, the Breather und For All This Bloodshed als Vorgruppen auf.
2012 unternahm die Gruppe ihre erste Tour durch die USA. Begleitet wurden Bermuda von Creations, Float Face Down und Adaliah. Im selben Jahr erschien das Debütalbum The Wandering. Drei Jahre später, am 25. Dezember 2015, erfolgte die Veröffentlichung des zweiten Albums Use Your Burdens, welches ebenfalls über Mediaskare erschien.

## Diskografie

### EPs
- 2010: DSM Axis IV
- 2011: Isolationist(s) (Mediaskare Records)

### Alben
- 2012: The Wandering (Mediaskare Records)
- 2015: Use Your Burdens (Mediaskare Records)
- 2017: Nementhe (Urban Yeti Records)